# Минитмены

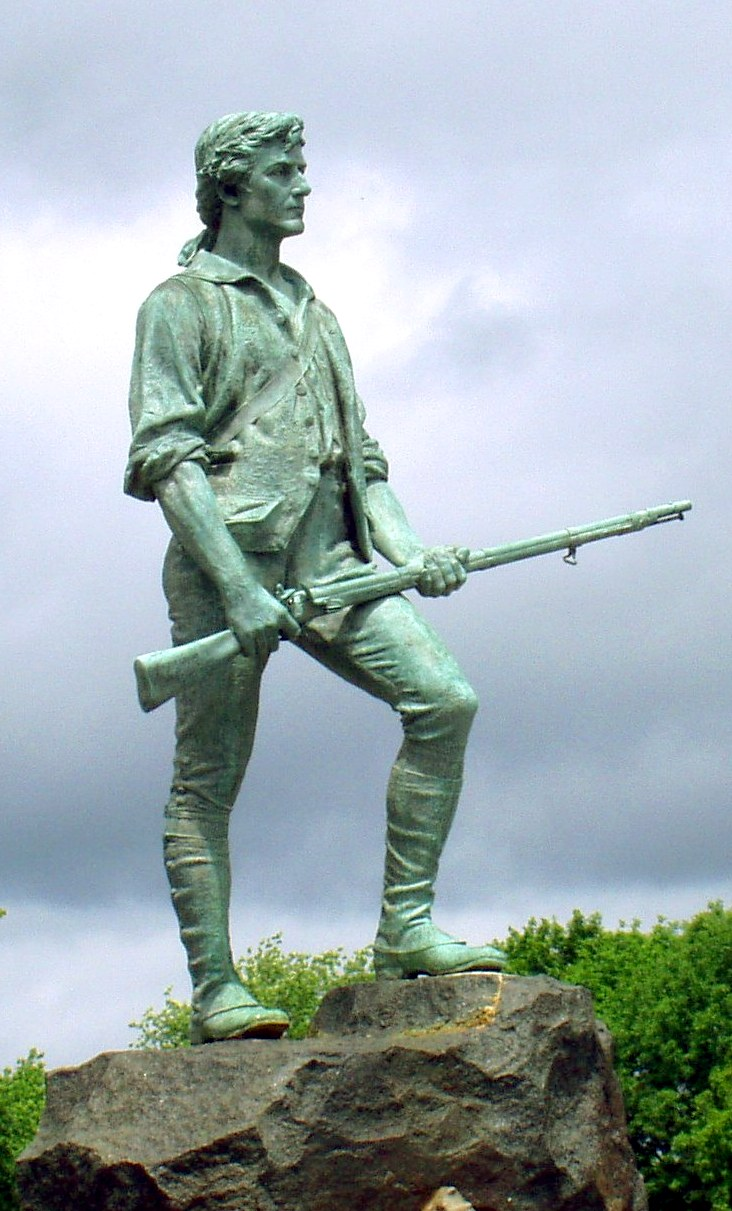
Доброволец из Лексингтона — памятник Джону Паркеру

Минитмены (англ. Minutemen, от minute, «минута» + men, «люди») — вольное ополчение североамериканских колонистов. Появилось в XVII веке для борьбы с индейцами, преступниками и солдатами других колониальных держав, а позже и с английскими королевскими войсками. Получили романтический образ благодаря активному участию в Семилетней войне и Войне за независимость США. Численность минитменов доходила до 13 тысяч бойцов. В состав ополчения входили молодые фермеры (до 30 лет). По первому сообщению о нападении, ополченцы быстро («в одну минуту») собирались и во всеоружии выступали навстречу, за что и получили свое название. На основе формирований минитменов была создана Континентальная армия. Также в честь них была названа американская межконтинентальная баллистическая ракета.
В начале 1960-х годов в США была создана негосударственная, практически незаконная, организация с аналогичным названием. Эта военизированная группировка ставила целью «искоренение любых сочувствующих коммунизму» сил на территории США.

## В современной культуре
- В компьютерной игре «Завоевание Америки» компании GSC Game World у американской фракции есть похожий по сути юнит под названием «ополченец», который создаётся достаточно быстро, может вести огонь из ружья или биться в рукопашную.
- В компьютерной игре компании Bethesda Fallout 4, где действие разворачивается в бывшем Содружестве Массачусетса, одна из фракций носит имя «Минитмены Содружества». Вдохновение для их тезки исходит из требования быть готовым «в одну минуту» защитить любое поселение от опасности.
- В компьютерной игре Sid Meier’s Civilization V минитмены являются уникальными юнитами Нового времени, замещающими аркебузиров.
- В сериале «Локи» минитмены являются боевыми отрядами, состоящими на службе в УВИ «Управление временны́ми изменениями».